# Pamiątka Wyznania Augsburskiego
Pamiątka Wyznania Augsburskiego – święto chrześcijańskie, obchodzone przez Kościoły luterańskie na pamiątkę ogłoszenia na sejmie Rzeszy w 1530 r. Augsburskiego Wyznania Wiary, będącego jednym z ważniejszych dokumentów teologicznych luteranizmu. Święto ma charakter rocznicy i przypada na dzień 25 czerwca. Jest to uroczystość o tożsamości protestanckiej. W przeciwieństwie jednak do obchodzonego przez większość Kościołów protestanckich Święta Reformacji, przyjęło się jedynie w wyznaniach luterańskich.

## Obchody
Obchodom Pamiątki Wyznania Augsburskiego towarzyszy uroczyste nabożeństwo. Hasłem dnia jest werset z Księgi Psalmów:

Przed królami mówić będę o świadectwach Twoich i nie będę się wstydził.
Psalm 119:46, Biblia warszawska

Podobnie, jak podczas nabożeństwa z okazji Święta Reformacji odczytywany jest Psalm 46. Śpiewane są m.in. pieśni Bóg dał zbawienie (nr 630) oraz Warownym grodem jest nasz Bóg (nr 265). Obowiązuje barwa liturgiczna czerwona. Introitem jest fragment Listu do Rzymian (1:16) oraz Psalmu (46:8). Graduale stanowi werset 12. Psalmu 84, zaś antyfonę – Psalm 46:2.